# Hängbana

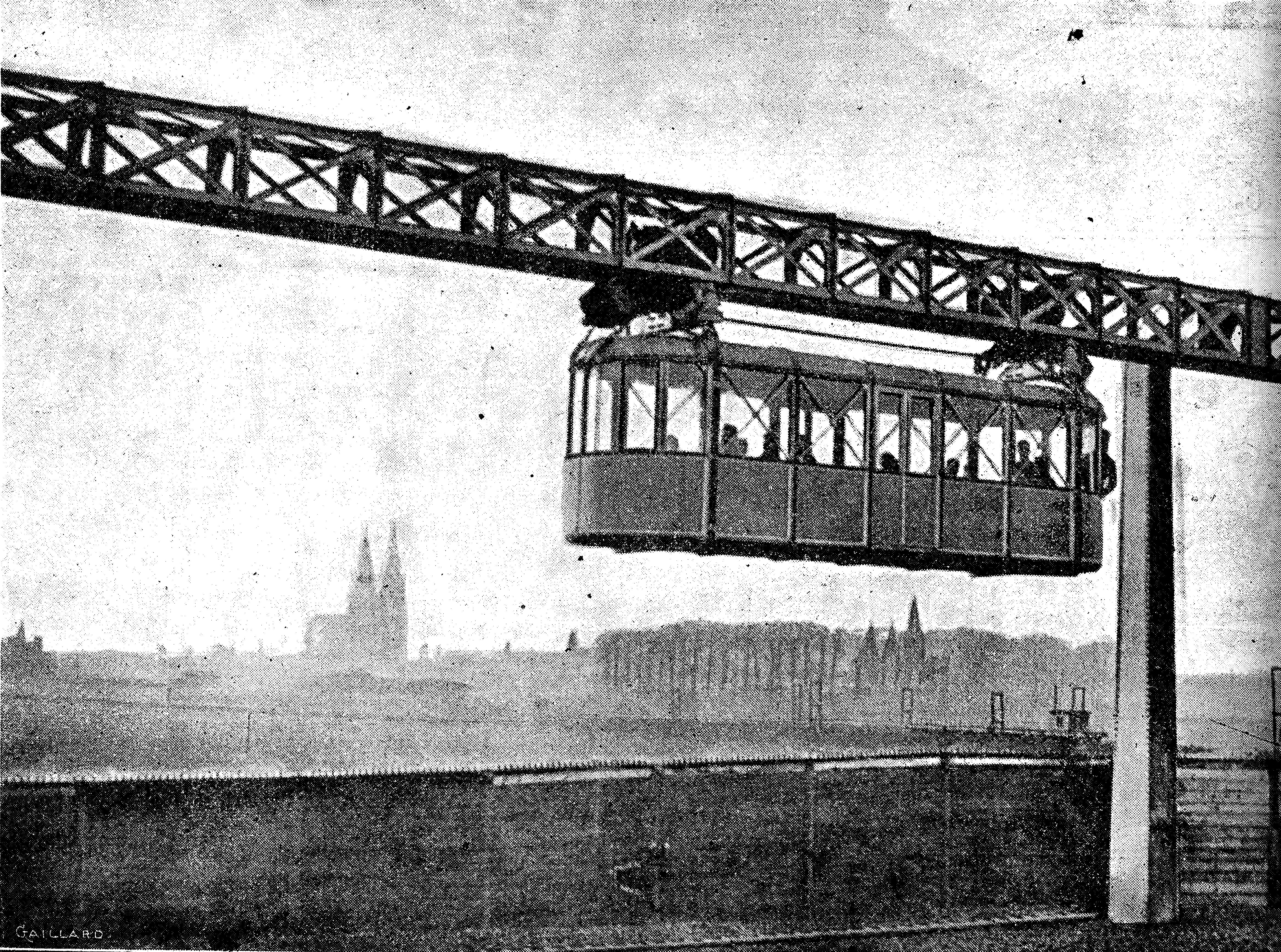
Eugen Langens provbana i Deutz i Köln 1890-talet

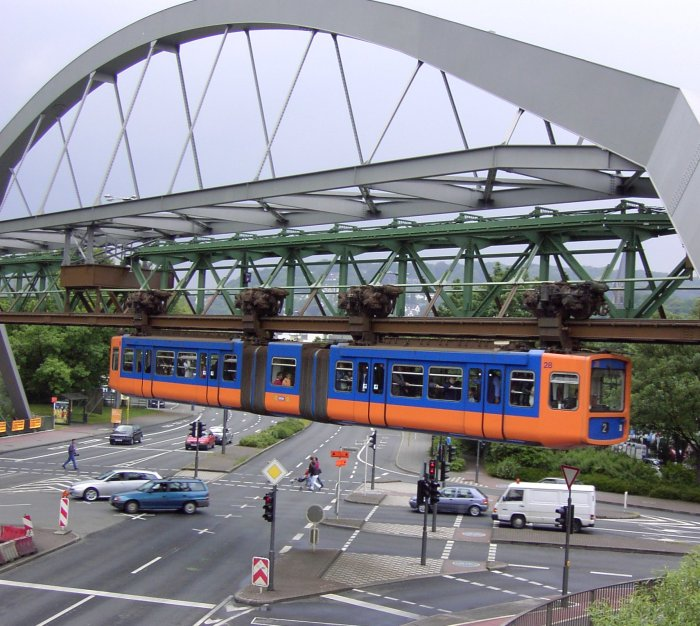
Wuppertals hängbana

En hängbana är ett transportmedel med vagnar eller korgar, som hänger under en balk ovanpå vilken vagnarnas hjul löper på en räls. Liksom en högbana avlastar den trafiken på marknivån. Skillnaden mot denna ligger i vagnens/nyttolastens placering i förhållande till rälsen. Den skiljer sig från en linbana  med att hängbanans vagnar eller korgar är självgående och oberoende av varandra, medan linbanans korgar är knutna till varandra och till ett stationärt framdrivningsmaskineri. 
En hängfärja kan betraktas som en hängbana med endast en vagn och med ett stationärt framdrivningsmaskineri. De stora skillnaderna i utformning gör det naturligt att skilja mellan hängbanor och hängfärjor. 
Liksom hängfärjor är hängbanor mycket ovanliga. 
Den mest kända är hängbanan i den tyska staden Wuppertal. Denna bana är omkring 13 kilometer och har varit i drift sedan 1902. Den utvecklades av den tyske ingenjören Eugen Langen med en testbana i förorten Deutz till Köln.
Den brittiske ingenjören Henry Robinson Palmer (1795–1844) ansökte redan 1821 om ett patent för en hästdriven hängbana och byggde en förevisningsbana i Woolwich Arsenal i Storbritannien. Den tyske industrialisten Friedrich Harkort (1793-1880) byggde en förevisningsbana enligt Palmers system i Elberfeld i Tyskland 1826.
Ett antal utvecklingsprojekt har genomförts under 1900-talet. Amerikanska Monorail, Inc. byggde 1956 en testbana för sin Skyway Monorail i Arrowhead Park i Houston i Texas. Var och en av boggierna drevs av en 310 hästkrafters Packard bilmotor. Föraren satt över passagerarutrymmet på den främre boggin. Efter proven flyttades banan till Texas State fairgrounds, där den kördes under många år. Ingen fullskalig anläggning byggdes.
Den franske brobyggaren Lucien Chadenson utvecklade i slutet av 1950-talet en hängbana, i vilken boggierna skyddades mot väder och vind inne i en stål- eller betongbalk. En testbana kördes under många år i Châteauneuf-sur-Loire. Två hängbanor i Japan byggdes senare efter denna konstruktion.

## Bildgalleri

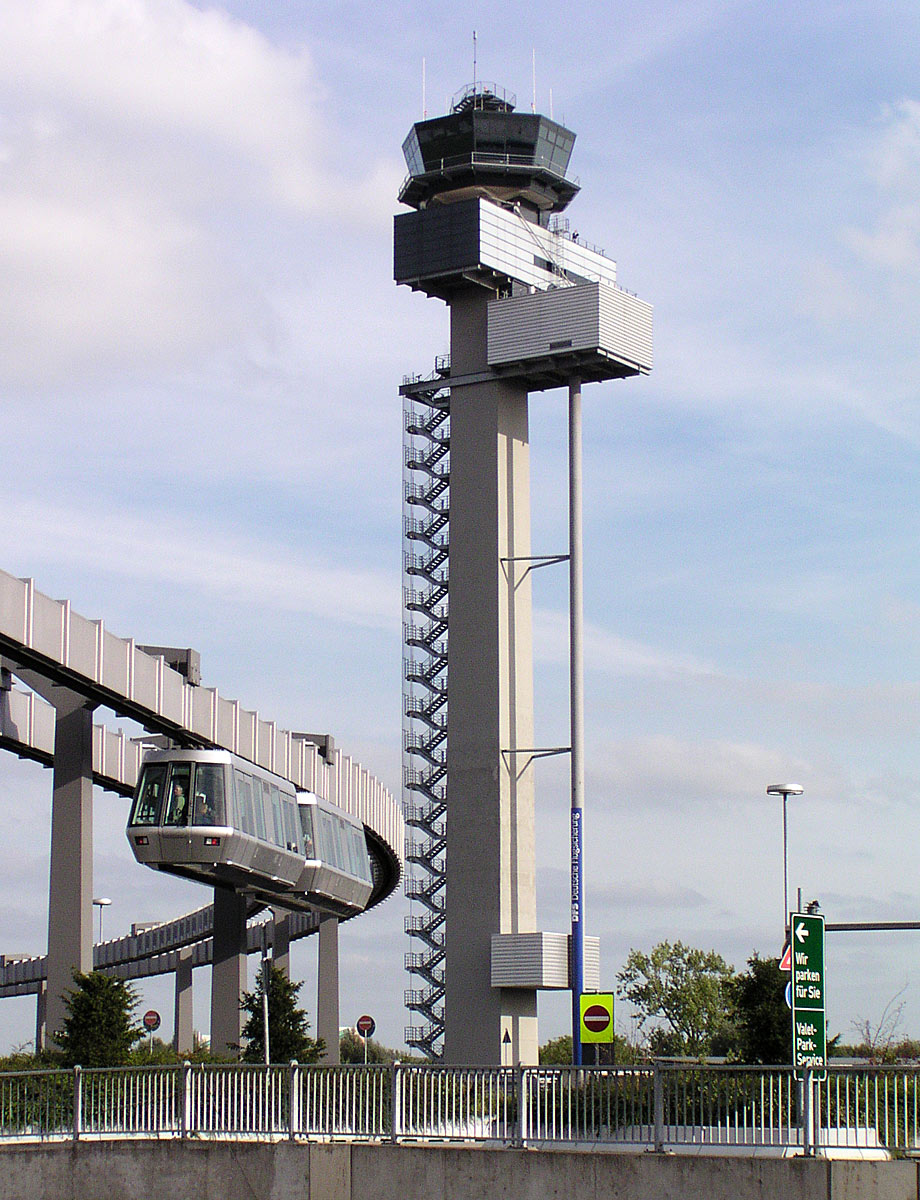
Hängbana på Düsseldorfs flygplats
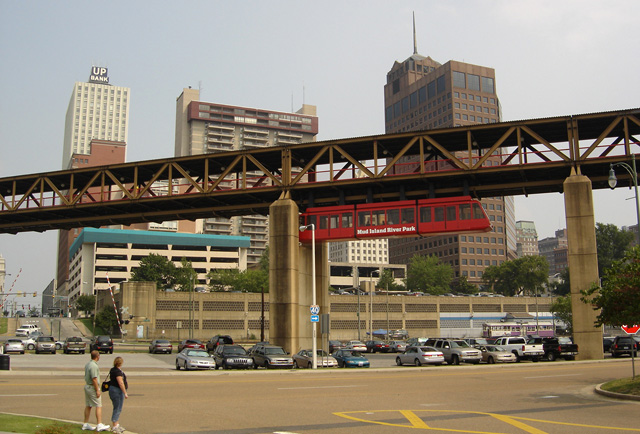
Memphis Suspension Railway i Memphis i USA
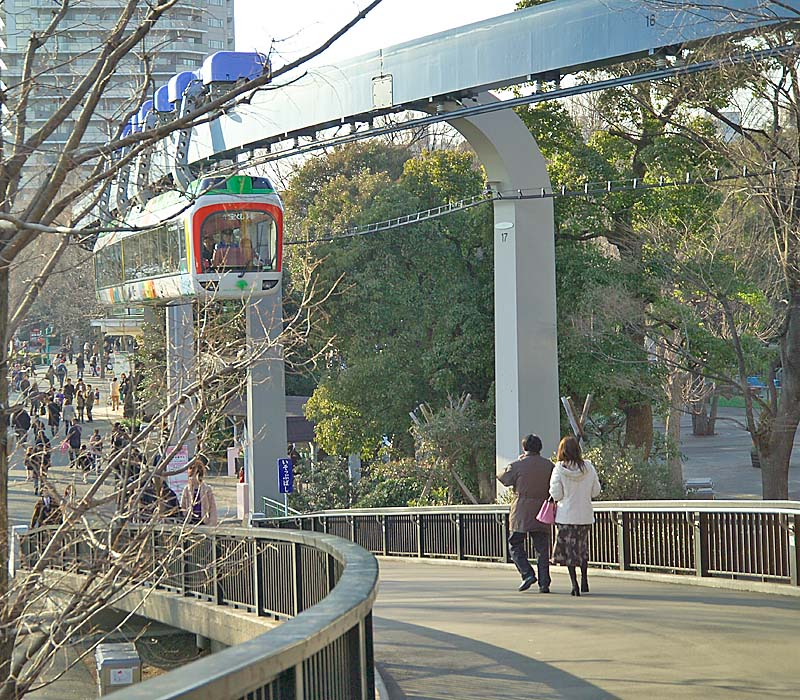
Hängbana i Ueno Zoo i Tokyo i Japan, byggd 1957
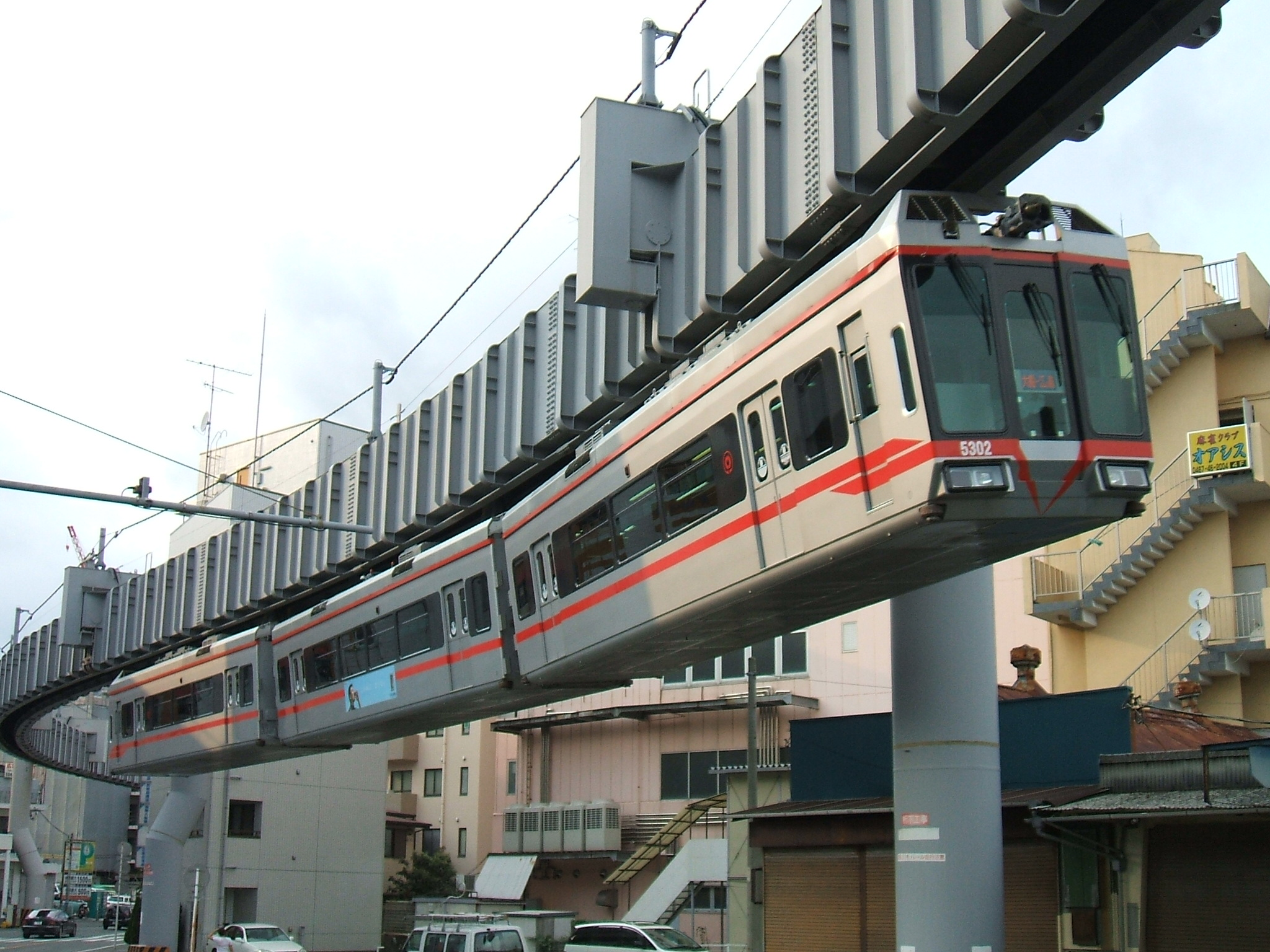
Shonqan Monorail i städerna Kamakura och Fujisawa i Japan
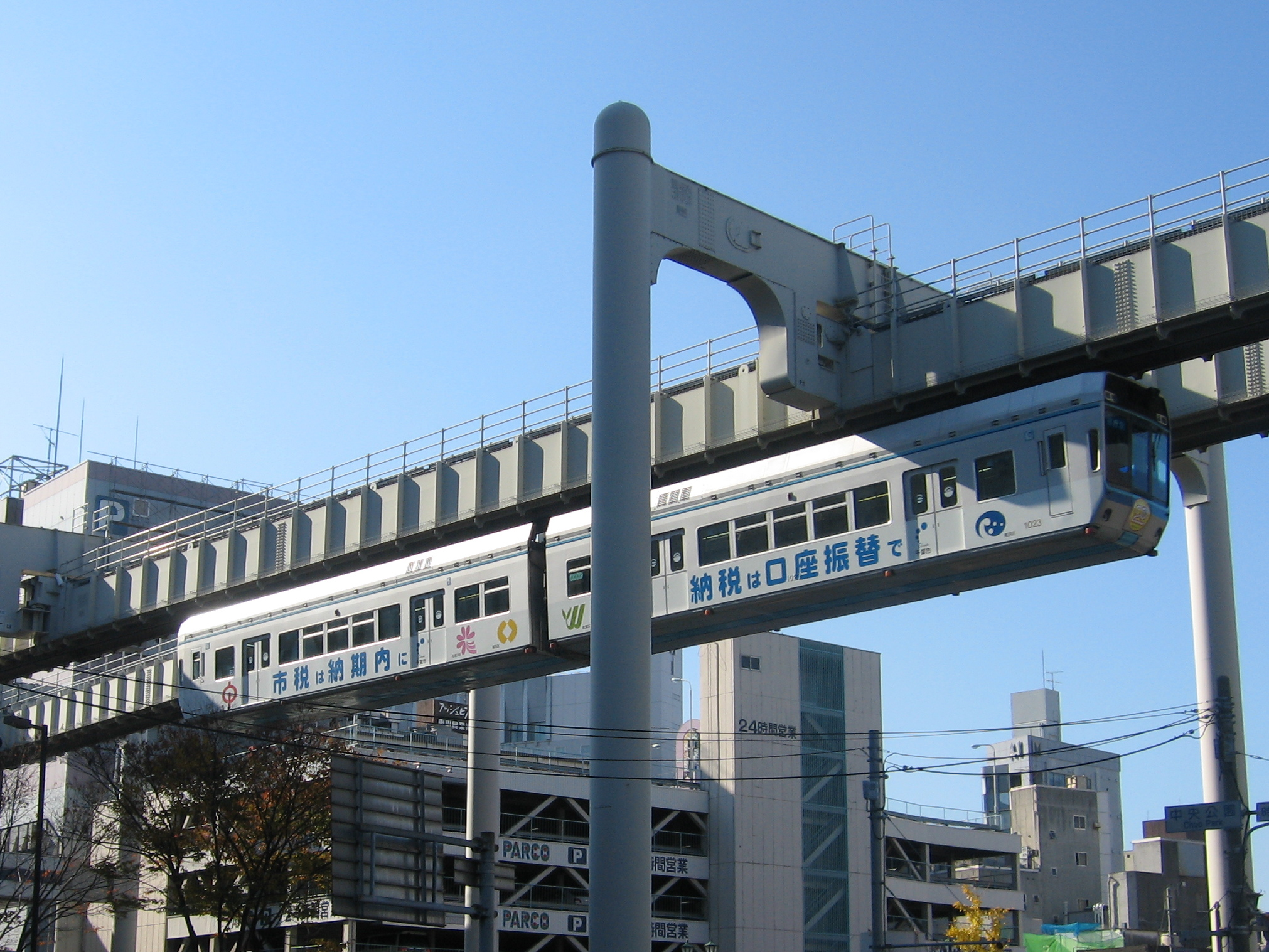
Chiba Urban Monorail i Japan
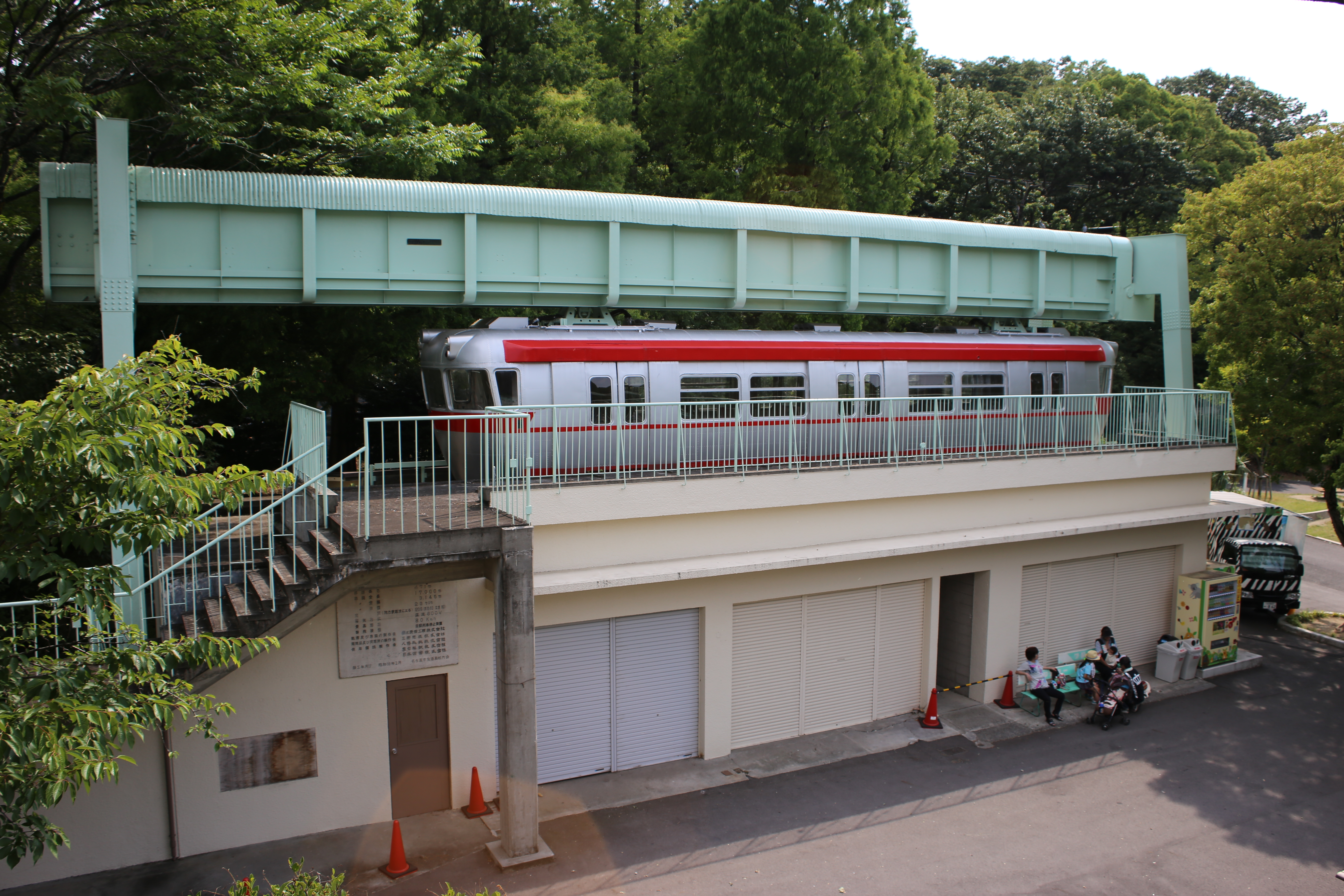
Bevarat spår och vagn från Higashiyama Zoo Monorail i Nagoya i Japan